# Академия Цзися
Цзися, или Цзи-ся (кит. трад. 稷下學宮, упр. 稷下学宫, пиньинь Jìxià xuégōng) «Академия (учёный двор) у [западных ворот] Цзи» (Цзи ся сюэ гун) — самая известная академия Древнего Китая. Основана в 318 г. до н. э. в Линьцзы, столице царства Ци. Действовала более столетия (возможно, до 150 лет). Название академии связано с её местоположением в городе. В деятельности Цзися принимали участие сотни и даже тысячи представителей всех основных философских школ (за исключением чистых моистов) — конфуцианства, даосизма, легизма, мин цзя, инь ян цзя (Мэн-цзы и Сюнь-цзы, Тянь Пянь и Хуань Юань, Шэнь Дао, Сун Цзянь, Инь Вэнь, Тянь Ба и Эр Шо, Цзоу Янь и Цзоу Ши). По сообщению Сыма Цяня (Ши цзи, гл. 46), 76 виднейших из них правитель Сюань-ван (342—324 гг. до н. э.) назначил старшими сановниками (шан-дафу). Обсуждавшаяся в Цзися проблематика отражена главным образом в энциклопедическом трактате Гуань-цзы (IV—III вв. до н. э.), а также Янь-цзы чуньцю (Весны и осени Янь-цзы, III—II вв. до н. э.), Сыма фа (Законы Сыма, IV в. до н. э.) и других. В условиях официально поощряемой дискуссии в Цзися уточнялись теоретические позиции и рождались первые формы синтеза основных идейных направлений китайской философии. В итоге сложилось и собственно «учение Цзися», отмеченное общей даосской ориентацией.
Академики Цзися пользовались покровительством ванов Ци, получая почести в виде званий, стипендий и льгот. Наиболее почитаемые преподаватели носили титул сяньшэн (кит. упр. 先生, пиньинь xiān-sheng), который закрепился в китайском языке в значении «учитель», «почтенный», «господин» (в VIII—IX вв. это понятие, сэнсэй, появляется в японском языке).
Слава академии стала мотивом для проекта Люй Бувэя по созданию Люй-ши чуньцю, в котором по преданию участвовали 3 000 приглашенных учёных.

## Свидетельства
Сюань-ван с радостью принимал при дворе мужей, знающих литературу, и странствующих ученых. Их было семьдесят шесть — таких, как Цзоу Янь, Чуньюй Кунь, Тянь Пянь, Цзе Юй (Цзе-цзы), Шэнь Дао, Хуань Юань. Все их он поставил шандафу (старшими сановниками), но они не управляли делами, а занимались обсуждениями и толкованиями. Поэтому циская школа ученых Цзися вновь расцвела, насчитывая от нескольких сот до тысячи человек.
Оригинальный текст (кит.)宣王喜文学游说之士，自如驺衍、淳于髡、田骈、接予、慎到、环渊之徒七十六人，皆赐列第，为上大夫，不治而议论。是以齐稷下学士复盛，且数百千人。
— Сыма Цянь Ши цзи. Глава 46

## Археологические раскопки
В феврале 2022 года археологи объявили об обнаружении руин академии в городе Цзыбо, провинция Шаньдун. В ходе раскопок, которые велись в течение 5 лет, были обнаружены четыре ряда фундаментов зданий, принадлежавших комплексу академии, а также архитектурные элементы, которые «светились разноцветными огнями, когда на них светило солнце». Участок имеет размеры около 210 м с востока на запад в самом широком месте и 190 м в длину с севера на юг, сверху он имеет форму прямоугольной трапеции, а его общая площадь составляет почти 40 000 квадратных метров.